# Hella Roth
Hella Roth   (), coneguda posteriorment amb el cognom de casada Großmann, és una jugadora d'hoquei sobre herba alemanya, ja retirada, que va competir sota la bandera de República Federal Alemanya durant les dècades de 1970 i 1980.
El 1984 va prendre part en els Jocs Olímpics d'Estiu de Los Angeles, on guanyà la medalla de plata en la competició d'hoquei sobre herba.
En el seu palmarès també destaquen una medalla de plata en el Campionat del Món de 1986 i una de bronze en el Campionat d'Europa de 1984, així com una medalla d'or en el Campionat d'Europa d'hoquei sala de 1984. Durant la seva carrera esportiva disputà 83 partits amb la selecció nacional, 5 dels quals en sala, entre 1982 i 1987. A nivell de clubs jugà al Stuttgarter Kickers i Kölner HTC Blau-Weisst. Amb el Kölner guanyà la lliga alemanya en pista coberta de 1985 i la de 1986 i 1987 a l'aire lliure.